# 克勒丹
克勒丹是一種傳說生物，出現於畢華流的作品《桑梓荒原記》內。

## 原考
木妖語，意譯為「會飛的惡魔」，即是五堆木妖的「蟲堆」堆頭追克艾海養育的異獸。
雙頭、雙翼、四足，在心農卷第一中的輪流宴被打扮成巫師的追克艾海帶著出場。
在木妖追獵黑色飛蟂時被殺，但死後仍緊咬著黑色飛蟂的翼。（詳參《桑梓荒原記‧崇明美麟卷第二》）

## 外部連結
- 有關《桑梓荒原記》
  - 皇立國教惡德大聖堂木妖語詞庫
  - 桑梓荒原記[永久]（暫時關閉）